# Neshat Jahandari
Neshat Jahandari (in persiano نشاط جهانداری‎; Teheran, 1989) è un'aviatrice iraniana.
È la prima donna comandante a pilotare un McDonnell Douglas MD-80 e la seconda donna iraniana a qualificarsi come pilota di una compagnia aerea commerciale.
Ha volato per circa 4 000 km ed è la più giovane e unica donna comandante di MD-80 della compagnia aerea iraniana Zagros Airlines. Dopo essersi qualificata come comandante di una compagnia aerea, il video dell'azienda è diventato virale.
Un'altra ondata di fama è arrivata quando ha fatto la storia come comandante del primo equipaggio di sole donne che ha operato un volo da Teheran alla città nord-orientale di Mashhad.